# Sur le terrain

Sur le terrain est une bande dessinée d'Adrien Fournier publiée en 2011 aux éditions Cambourakis.
Une équipe de télévision, menée par son présentateur vedette, va à la rencontre des "vraies gens" dans un grand nombre de villes de France. Les problèmes d'égo et la faiblesse du contenu de l'émission vont provoquer des tensions au sein de l'équipe.
Aux dires de son auteur, ce livre ne prétend pas critiquer spécialement les médias, mais les réflexes inhérents à toute profession.
Sur le terrain présente pourtant un nombre important de caricatures de grandes figures des médias :
- la réalisatrice arriviste (Carole Delebard)
- le présentateur superficiel (Guillaume Michelet)
- l'intellectuel réactionnaire (Raphaël Ferrard)
- le producteur peu regardant (Sylvain Pignolas)

Le livre se termine sur une interview d'Adrien Fournier à détourner.